# Лукас, Карл-Фридрих-Эдуард
Карл-Фридрих-Эдуард Лукас (19 июля 1816, Эрфурт — 23 июня 1882, Ройтлинген, Германская империя) — немецкий учёный-помолог, садовод, педагог, редактор.

## Биография

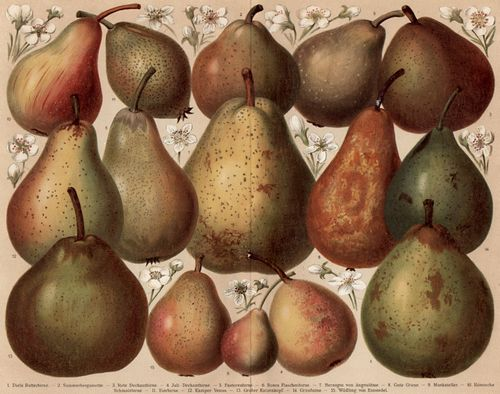
Сорта груши по помологической системе Лукаса

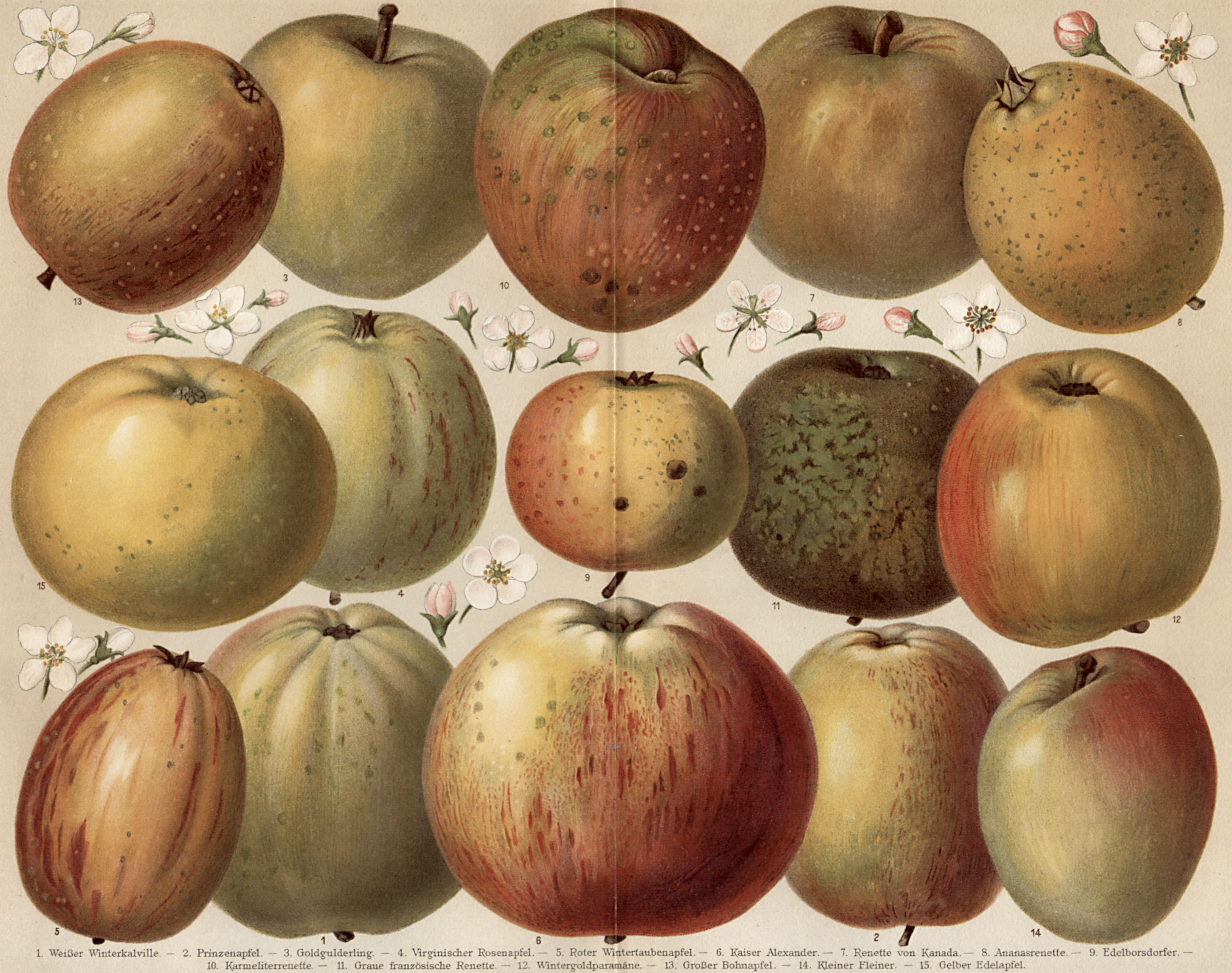
Сорта яблони (система Диля-Лукаса)

С 1838 года работал в ботанических садах Мюнхена и Регенсбурга (с 1841). С 1843 года преподавал в Сельскохозяйственном и лесохозяйственном институте в Гогенгейме (ныне Гогенгеймский университет).
Около 1860 года в Ройтлингене основал первый помологический институт Германии, в течение 20 лет выпустивший более 1000 специалистов. Вместе с Иоганном Георгом Конрадом Обердиком редактировал Monatsschrift für Pomologie und praktischen Obstbau («Ежемесячный журнал садоводства и практического садоводства», 1855—1864). Вместе с Обердиком был редактором 8-томного Illustrirtes Handbuch der Obstkunde («Иллюстрированный справочник по садоводству»; 1859—1875), с описанием более 2000 сортов плодов.
Лукасу приписывают улучшение и расширение системы классификации фруктов, ранее разработанной Августом Дилем. Несколько разновидностей фруктов носят его имя, например, Lucas Gestreifter Rosenapfel (полосатое розовое яблоко Лукаса), Lucas Königspflaume (королевская слива Лукаса) и Lucas Taubenapfel (голубиное яблоко Лукаса).
Ему принадлежит большое число трудов по плодоводству, из них следует назвать: «Die Lehre vom Obstbau» (1886), «Der Gemüsebau» (4 изд. 1882), «Der Obstbau auf dem Lande» (5 изд. 1876), «Die Lehre vom Baumschnilt» (5 изд. 1884), «Einleitung in das Studium der Pomologie» (1877), «Vollständiges Handbuch der Obstkultur» (2 изд. 1882).